# Histórias de Ninar para Garotas Rebeldes
Histórias de Ninar para Garotas Rebeldes é um podcast brasileiro lançado em maio de 2018. Produzido pela produtora B9 em parceria com o banco Bradesco, a produção é uma adaptação do livro homônimo, com histórias de mulheres para crianças.

## História
A primeira temporada do podcast Histórias de Ninar para Garotas Rebeldes foi originalmente lançado em maio de 2018 pela produtora B9, inspirado no livro-homônimo que conta histórias de 100 mulheres relevantes nos seus campos de atuação. O podcast foi construído sem uma apresentação fixa, com cada episódio com histórias lidas por várias mulheres. Participaram do podcast, ao longo de sua existência, nomes como Daniela Mercury, Jout Jout e Estela Renner.
No final de 2019, Histórias de Ninar para Garotas Rebeldes foi indicado na categoria Podcast do Troféu APCA.
No segundo semestre de 2021, foi lançada uma segunda temporada do programa.

## Desempenho
Histórias de Ninar para Garotas Rebeldes estreou na parada de Top Podcasts da Apple Podcasts em maio de 2018, alcançando o pico de posição #2 em 14 de maio de 2018. Nos anos seguintes, o podcast figurou nas paradas ocasionalmente.

## Prêmios e indicações
| Ano  | Premiação   | Categoria | Trabalho                                 | Resultado | Ref.        |
| ---- | ----------- | --------- | ---------------------------------------- | --------- | ----------- |
| 2019 | Troféu APCA | Podcast   | Histórias de Ninar para Garotas Rebeldes | Indicado  | [ 5 ] [ 6 ] |